# Познякова Ганна Мартинівна
Ганна Мартинівна Познякова (уроджена Лихова, (1872 , Кременчук, Полтавська губернія  — 1940 , Москва ) — російська оперна співачка (лірико-драматичного сопрано) і педагог.

## Біографія
Народилася у 1872 році у Кременчуці. З 1893 по 1899 роки навчалася в Московській консерваторії, де її викладачами були співачка Варвара Зарудна і чоловік Зарудна — композитор Михайло Іполитов-Іванов, з якими у Познякової збереглися дружні стосунки. Після закінчення консерваторії Ганна Познякова за рекомендацією Іполитова-Іванова була прийнята до Тифліського казенного театру. У наступному сезоні була запрошена до трупи Московської приватної опери. Після закінчення цього театрального сезону брала участь влітку 1901 року у гастролях на ярмарку Нижнього-Новгорода, організованих відомим антрепренером та музикантом Олександром Ейхенвальдом. У 1901 році гастролювала разом із Федором Шаляпіним. Потім знову виступала у Московській приватній опері.
На початку 1903 року Московська приватна опера опинилася у тяжкому фінансовому становищі — театр шукав нову сцену, змінювався і склад трупи. Ганна Познякова стала виступати у складі Пермської оперної трупи, працювала в антрепризі О. О. Кравченка. Також брала участь в антрепризах у Казані, Нижньому Новгороді, Тамбові, Єкатеринбурзі, Тифлісі. Залишила сцену в 1910 році, провівши останній сезон в антрепризі Ейхенвальда в Тіфлісі, де починала свою артистичну кар'єру.
Її чоловік — титулярний радник Ілля Акінфійович Позняков — в 1902 був з Москви переведений на службу в Нижній Новгород, а пізніше в місто Гороховець, де вони стали жити. Колишня оперна співачка організувала в місті музично-вокальну школу для міських дітей, яка працювала і після Жовтневої перевороті. У Гороховці Познякова випадково почула співи червоноармійця, що стояв на варті військкомату і стала займатися з ним вокалом. Згодом цей караульний — Павло Іванович Мокєєв, став оперним співаком, заслуженим артистом РРФСР, протягом сорока років співав на сцені Великого театру і викладав у Державному інституті театрального мистецтва ім. А. В. Луначарського.
У 1927 році викладацька діяльність Ганни Мартинівни у Гороховці закінчилася. У подружжя було двоє дітей — Валерій та Георгій, який був одружений з Іриною Георгіївною Берс, родичкою дружини Лева Миколайовича Толстого . Після перенесеної Іллею Акінфійовичем важкої операції шлунка він із дружиною повернулися до Москви, де Познякова померла у 1940 році . Дещо раніше помер її чоловік, похований на Новодівичому кладовищі.